# Теванима, Льюис
Льюис Теванима (1888, Шонгопови, Аризона — 18 января 1969, Секонд-Меса, Аризона)
— американский легкоатлет, который на олимпийских играх 1912 года выиграл серебряную медаль в беге на 10 000 метров. Также на Олимпиаде 1912 года бежал марафонскую дистанцию, на которой занял 16-е место с результатом 2:52.41,4. На олимпийских играх 1908 года занял 9-е место в марафоне — 3:09.15. В 1909 году установил мировой рекорд в беге на 10 миль. Принял участие в Бостонском марафоне 1909 года, но не смог финишировать.
В 1957 году был включён в зал славы спорта Аризоны. Был представителем индейского народа Хопи. Трагически погиб 18 января 1969 года, когда он заблудился и упал с обрыва высотой в 70 футов.